# Пиратская станция
Пиратская Станция — музыкальный драм-н-бейс фестиваль, собирающий популярных драм-н-бейс диджеев мира в рамках одного рейва. Мероприятие проводится ежегодно с 2003 года в таких городах, как Санкт-Петербург, Москва, Новосибирск, Нижний Новгород, Екатеринбург, Самара, Красноярск, Челябинск, Ростов-на-дону и Владивосток, а также в Беларуси, Украине и Эстонии.

## История создания
Первоначально название «Пиратская Станция» носила радиопередача на Радио Рекорд основанная в 2000-м году, ведущим которой был DJ Gvozd. В этом виде она существует по сей день. С наступлением нового тысячелетия, когда стиль драм-н-бейс стал утверждаться на российской клубной сцене, команда диджеев и продюсеров, одним из которых стал DJ Gvozd решает организовать фестиваль, который являлся бы выражением этого стиля музыки и одновременно его рекламой. У истоков создания Пиратской Станции стоят Радио Рекорд и компания Рекорд Медиа.
Первая «Пиратская Станция» прошла в Санкт-Петербурге 13 января 2003 года.
2003 год. Санкт-Петербург. Около шести тысяч рейверов собрались на малой арене «Юбилейного» на первой драм-н-бейс вечеринке под названием «Пиратская Станция». Малая арена дворца Спорта Юбилейный была заполнена уже к 8-ми часам вечера. Фестиваль продолжался 11 часов (с 7 вечера до 6 утра). На сцене красуется баннер с нарисованным черепом в наушниках. Позже он станет культовым и неизменным символом «Пиратской Станции» и драм-н-бейс культуры в целом.
За время своего существования фестиваль познакомил Россию с десятками крупных артистов. Участниками Пиратской Станции в разное время становились: Gvozd, Tapolsky, Goldie, Fabio, LTJ Bukem и MC Conrad, Roni Size, Hype, Pendulum, Adam F, Technical Itch, Aphrodite, Bad Company, London Elektricity, TC, Panacea, Dylan, John B, Spor, Noisia, Kosheen, Sub Focus, Friction, Futurebound, Cooper, Toper & 007,Bes, dj Art, MC Fredoom, #PRTYHARD, GANCHER & RUIN и другие.
В 2017 году в анонсе фестиваля «Пиратская станция. History» на официальном сайте радио Рекорд появилась информация, что, возможно, этот фестиваль будет последним. Тем не менее, в 2019 году в Москве и Санкт-Петербурге «Пиратская станция» была проведена вновь.

## Фестивали
2003 — «I» дата проведения: 13.01.2003, Санкт-Петербург (Дворец Спорта «Юбилейный»)
2004 — «II» дата проведения: январь 2004'', Санкт-Петербург (Дворец Спорта «Юбилейный»)
2005 — «III» дата проведения: 15.01.2005'', Санкт-Петербург (Дворец Спорта «Юбилейный»)
2006 — «IV» дата проведения: 28.01.2006'', Санкт-Петербург (Дворец Спорта «Юбилейный»)
2007 — «V» дата проведения: 20.01.2007'', Санкт-Петербург (Дворец Спорта «СКК»)
2008 — «FUTURE» дата проведения: 02.02.2008, Санкт-Петербург (Дворец Спорта «СКК»)
2009 — «IMMORTAL» дата проведения: 31.01.2009, Санкт-Петербург (Дворец Спорта «СКК»)
2010 — «NETWORK» дата проведения: 30.01.2010, Санкт-Петербург (Дворец Спорта «СКК»)
2011 — «TEATRO» дата проведения: 29.01.2011, Санкт-Петербург (Дворец Спорта «СКК»)
2012 — «APOCALYPSE» дата проведения: 11.02.2012, Санкт-Петербург (Дворец Спорта «СКК»)
2013 — «REVOLUTION» дата проведения: 16.02.2013, Санкт-Петербург (Дворец Спорта «СКК»)
2014 — «INFERNO» дата проведения: 22.03.2014, Санкт-Петербург (Дворец Спорта «СКК»)
2015 — «LOVE» дата проведения: 14.02.2015, Санкт-Петербург (Дворец Спорта «Юбилейный»)
2016 — «CIRCUS» дата проведения: 20.02.2016 — 21.02.2016, Санкт-Петербург (A2 Green Concert)
2017 — «HISTORY» дата проведения: 04.03.2017, Санкт-Петербург (Дворец Спорта «Юбилейный»)
2019 — «PHOENIX» дата проведения: 08.03.2019, Санкт-Петербург (Дворец Спорта «Юбилейный»)
2020 — «BACK TO THE JUNGLE» дата проведения: 07.03.2020'', Санкт-Петербург (Дворец Спорта «Юбилейный»)
2023 — «ATLANTIS» дата проведения: 01.04.2023, Санкт-Петербург (Дворец Спорта «Юбилейный»)
2024 — «КОСМОС» дата проведения: 20.04.2024, Санкт-Петербург (Дворец Спорта «Юбилейный»)

## Дискография
Также ежегодно выпускаются миксы и компиляции, приуроченные к очередной «Пиратской Станции», которые составляет Dj Gvozd из самых востребованных на танцплощадках и интересных драм-н-бейс-треков за прошедший год.
|      | дискография (Согласно порядку каталожных номеров) |                     |                     |
| Год  | Название | Носитель            | Католожный номер    |
| ---- | --- | ------------------- | ------------------- |
| 2003 | Пиратская Станция mixed by DJ Gvozd | Компакт-кассета, CD | Р-007               |
| 2004 | Пиратская Станция 2 mixed by DJ Gvozd | Компакт-кассета, CD | Р-20                |
| 2004 | Пиратская Станция 2: Russian Version 1. Bad M.F. feat. Bad Girl — Let it be (Bes rmx) 2. Bes — Happy Bitch 3. Bes & Sunchase — Waterpipe (Bes «No Good» version) 4. R.E.S.T.Art — Body Guard (3’0’3 Project rmx) 5. Zemine — Murderer 6. Skyform feat. Bazil — Spectral Sun 7. Gvozd & E-Beat — We bring u the nu culture 8. Blasta — Моя подруга 9. Subwave — Bad ambitions 10. DJ Dan — Last In Love 11. Ruffen & Dissident — Metacosmo 12. Ruffen & Dissident — Spacerider | Компакт-кассета, CD | Р-21                |
| 2004 | DJ Aphrodite Live @ Пиратская Станция | Компакт-кассета, CD |                     |
| 2005 | Пиратская Станция 3 mixed by DJ Gvozd | Компакт-кассета, CD |                     |
| 2005 | Пиратская Станция 3: Russian Version 1. BAD GIRL vs. BAD MF — Let It Be (Proket Rmx) 2. 3’0’3 project — Make come noise 3. Sky — Kiss my eyes (VIP version) 4. SLK — Showbizne$ 5. Blasta — Love me 6. Deezel feat. 63 Region — Bitch 7. Skyform — Don’t be quiet 8. BAD MF & BAD GIRL — Night and Day (SLK rmx) 9. Up In Smoke (Meatworks & DJ Tank) — Yo guns go pau 10. T.Half — Method 11. Dissident & Cryo — Pop-Art 12. E:beat — Chance to have chance (Buzzilio aka Art d.jay rmx) 13. Мистер Малой & Tru Kupchino Badman$ (gvozd + E:beat) — Буду погибать молодым 2005 (VIP version) | Компакт-кассета, CD |                     |
| 2005 | Пиратская Станция: History 6 in 1 - Пиратская Станция mixed by DJ Gvozd - Пиратская Станция 2 mixed by DJ Gvozd - Пиратская Станция 2: Russian Version - Пиратская Станция 3 mixed by DJ Gvozd - Пиратская Станция 3: Russian Version - DJ Aphrodite Live @ Пиратская Станция | CD                  | RR-00431            |
| 2006 | Пиратская Станция 4 mixed by DJ Gvozd | Компакт-кассета, CD | RR-00553            |
| 2006 | Пиратская Станция 4: Russian Version | Компакт-кассета, CD | RR-00554            |
| 2006 | Пиратская Станция 4 | DVD                 | KDK8569             |
| 2006 | DJ Aphrodite — Overdrive Mix 1. Accidental Heroes — Precinct 13 2. Aphrodite — Stalker (Benny Page Remix) 3. Rascal & Klone — Europa 4. Stevie Hyper — Can’t Stop (Aphrodite Remix) 5. The Force — Invasion 6. Special K — Growler 7. Aphrodite — Siberia 8. Distorted Minds — We Can’t Stop 9. Distorted Minds — Ruff Neck Style 10. S.M.O.K.E. — Cyclops 11. Aphrodite — Sometimes (Original Vocal Mix) 12. Aphrodite — Beefcake 13. Benny Page — Neck Breaker 14. Aphrodite — Boomtime 15. Dope Ammo (Drunken Masters) — Roots 16. Afrika Bambaata — Soul Makossa (Aphrodite Remix) 17. Sketch & Code featuring Kim Nile — Evolution 18. Aphrodite — London Massive (Raw Dub Remix) 19. Aphrodite & Mickey Finn — Bad Ass (Special K & Mickey Finn Rmx) 20. NG3 — Holler (Aphrodite Remix) | CD                  | RR-00589            |
| 2006 | History MP3: Пиратская Станция - Пиратская Станция mixed by DJ Gvozd - Пиратская Станция 2 mixed by DJ Gvozd - Пиратская Станция 2: Russian Version - Пиратская Станция 3 mixed by DJ Gvozd - Пиратская Станция 3: Russian Version - DJ Aphrodite Live @ Пиратская Станция - Пиратская Станция 4 mixed by DJ Gvozd - Пиратская Станция 4: Russian Version - DJ Aphrodite — Overdrive Mix | 2xCD (CD-ROM, MP3)  | RR-00651 RR-00651 B |
| 2007 | Pirate Station V mixed by DJ Gvozd | CD                  | RR-00968            |
| 2007 | Pirate Station V: Deluxe | 2xCD                | RR-01019            |
| 2007 | Panacea for Pirate Station 5 1. The Panacea & DJ G-I-S — The Nazarene (Therapy VIP) [Position Chrome] 2. The Sect — Kill All Humans [Offkey] 3. Counterstrike — Interface [Algorhythm] 4. The Panacea & Code Blue — Headstone Shuffle [Position Chrome] 5. SPL — Global Chaos [Obscene] 6. Propaganda — The Real VIP [Offkey] 7. Raiden & The Sect — Cesium 137 [Offkey] 8. Audio — Destroyed [Freak] 9. Lethal & Khanage — Murkage [Offkey] 10. Limewax — Invasion [Obscene] 11. Dylan & Skitty — Disguised By An Angel Of Light [Bastard Child] 12. The Panacea — Calcifer [Offkey] 13. Tech Itch feat. MC Jakes — Creepfreak 14. Raiden — Pizdets (The Future Sound Of Tallinn) [Position Chrome] 15. Propaganda — Windmill & Keys [Position Chrome] 16. Limewax — Screamwar [Tech Freaks] 17. Audio & The Panacea — Designed For War [Freak] 18. Raiden — I Hate You Motherfuckers (The Panacea VIP) [Freak] 19. Raiden & Propaganda — Machine Soul [Offkey] 20. Viscious Circle — Shredder [Freak] 21. Dylan & Raiden — Future’s Futile [Freak] 22. The Panacea & DJ G-I-S — Zurueck Zu Den Schatten [Position Chrome] 23. Dylan & Raiden — Preacherman [Freak] 24. Tech Itch — Hellness [Penetration] 25. Raiden — 1986 [Offkey] 26. DJ G-I-S — Inner Demons [Intransgent Recs] 27. The Panacea — Relight The Fire Tonight [Position Chrome] 28. The Panacea & Code Blue — Graveyard Twist [Position Chrome] | CD                  | RR-01020            |
| 2007 | Pirate Station V: Русская Версия 1. Вадим Шантор — Лесной Олень 2. Жанна Фриске — На Губах Кусочки Льда (Megadrummer & DJ Profit Remix) 3. Alex Pusher — Rock The Dub 4. Stim Axel — Сначала 5. YellowRus — The Best City of the World 6. Blasta — Из Бара 7. Grinda + ZigZag — Alien 8. Арт Пуля и MC Маста — Где Ты 9. M4Mind — Rancid 10. Xpander featuring Yana — The Minds 11. Комитет — Под Небесами (Salamandra Remix) 12. Magi — Nu Born Nightmare! 13. 303 Project — Make Some Noise 2 14. Gunsta — Лесной Олень (Remix) 15. John B — Russian Bride | CD                  | RR-01064            |
| 2007 | Pirate Station V: Live | CD                  | RR-01116            |
| 2007 | MP3 History: Пиратская Станция - Пиратская Станция mixed by DJ Gvozd - Пиратская Станция 2 mixed by DJ Gvozd - Пиратская Станция 2: Russian Version - Пиратская Станция 3 mixed by DJ Gvozd - Пиратская Станция 3: Russian Version - DJ Aphrodite Live @ Пиратская Станция - DJ Aphrodite — Overdrive Mix - Пиратская Станция 4 mixed by DJ Gvozd - Пиратская Станция 4: Russian Version - Pirate Station V mixed by DJ Gvozd - Pirate Station V: Deluxe - Pirate Station V: Русская Версия - Panacea for Pirate Station 5 - Pirate Station V: Live | 2xCD (CD-ROM, MP3)  | RR-01205 RR-01205B  |
| 2007 | Pirate Station V: The Biggest Drum & Bass Festival in The World | DVD                 | DVD01240            |
| 2008 | Пиратская Станция 6: Русская Версия 1. StimAxel — Restart (DJ X-Venom Remix) 2. Blackman — After Midnight 3. Катя Чехова & Vortex Involute — Ветром (Radio mix) 4. Ozham — Мой хип-хоп 5. Protech — Lyrics 6. Gunsta — Close My Eyes 7. Dk Foyer — Labyrinth 8. Alex Pusher — We Are Space 9. Hydravlik & Ozma — Circus Party 10. Megadrummer — Another Side of Things 11. Prestige — Wath This (DJ ART Remix) 12. 303 Project — Electronic (E:Beat Remix) 13. Redco — Netwave Attack 14. Mark Tailor — Smelly Cat 15. C.A.2K — Represent That Way 16. Grinda + ZigZag — Alien (Dk Foyer Remix) 17. Blasta — дай мне любовь | CD                  | RR-01367            |
| 2008 | Пиратская Станция 6 mixed by DJ Gvozd | CD                  | RR-01395            |
| 2008 | Пиратская Станция 6: Deluxe | 2xCD                | CDK01396 CDK01396B  |
| 2008 | Пиратская Станция 7: Русская Версия 1. Stim Axel — DeJaVu 2. Blackman & Royal Flash — Human Traffic II 3. Hectix — I Give You Money 4. DaVIP — Level 4 5. Бенzин — Капли (Posh D&B Remix) 6. Paperclip — Experience 7. Ozma & DJ ART — Nu Skool (Ozma VIP) 8. Dess — Lobotomy 2008 9. Grinda + ZigZag — In Da Club 10. Mark Tailor — Wushu 11. Prestige — U Think 12. C.A.2k — Strax 13. 2R — Dark Soul 14. Alex Pusher — Fidelity 15. NTNS — Ski Jumping | CD                  | SP-CD 037/08        |
| 2008 | Пиратская Станция 7 mixed by Immortal (Bootleg) | CD                  |                     |
| 2009 | Pirate Station 7 mixed by John B 1. John B feat. Shaz Sparks — Red Sky 2. John B — Dancing In The Dark 3. John B — When The Time Comes (ReEdit) 4. Klement — Sirene 5. C4C — Synergy (Black Sun Empire Remix) 6. Receptor — Kurchatov 7. Seba — Blaze & Fade Out 8. Spor — Some Other Funk 9. Nero — Bump 10. Camo & Krooked — Global Warming 11. Billain — Intrusion 12. John B — Russian Bride 13. Klement — Check the This Is 14. John B — Mr. Freud 15. John B — Numbers 16. John B — The Journey (v1.0) | CD                  | AR-01624            |
| 2010 | Пиратская Станция Network: Русская версия 1. 3XL PRO — Так бывает (DJ 007 Remix) 2. Stim Axel — Петербург 3. Марсель — Сколько бы (DJ 007 Remix) 4. Grinda + ZigZag — Beat Weapon 5. DaVIP — The Game 6. Blackman — Theremin 7. Hectix — Goodbye, babe 8. TRansgen and Avionics Project — Только мечты 9. Soundwall & Twisted Facts feat PH — Jump Rollerz 10. DJ Dess & DJ ART — Freefall OK 11. Prestige — Urinsane 12. Tonny Fox — Midnight (Ozma Remix) 13. M4Mind — Quasar 14. Hectix — Hard Day Night 15. Jurassic and Toper — Sunday | CD, Digital         | AR-01642            |
| 2011 | Пиратская Станция: Teatro 1. Stim Axel — Я буду помнить 2. 3XL PRO — Слияние двух лун (DJ 007 Club Mix) 3. Триада — Нежный омут (ZigZag Remix) 4. Blackman — Arhythmia 5. Implex — Neon 6. Purple Unit — New Dimensions 7. Hectix — Liberty 8. ZigZag — Sharp Reef (Implex VIP) 9. Sequent Industry feat. JD Jupiter — With You 10. PH & Soundwall — Invasion 11. Zap — Big Daddy 12. Ozma — Distress Call 13. Prestige & Nik Itch — Diffusion 14. Redco — Bloodhound 15. TRansgen and Avionics Project — Мир раскололся | CD, Digital         | AR-01653            |
| 2012 | Пиратская Станция: Apocalypse 1. Blackman feat. MC Freedom — Bring Me Down 2. Ravager — In Pursuit 3. Implex & Enei — Crash 4. Purple Unit — We Are Scientists 5. Contract Killers & Smoky D — New Community 6. Genetic Bros — Rush 7. Spira & Tobax — Pray For Love 8. Hectix — Stop Playing Games 9. Zap — Armageddon 10. Ozma — Check Mal 11. C.A.2K — Pirate Time 12. Soundwall — Ring The Alarm 13. Elrey — Triangle 14. Disept — Depth Of The Soul 15. The Sta11ker — Hard To Say | CD, Digital         | AR-01661            |
| 2015 | Pirate Station Love 1. D-Sabber — Flash Your Lighter (feat. Antent) 2. Teddy Killerz — Together 3. Enei — Z Grab (VIP) 4. Black Mamba — Hotkey 5. Tobax & Implex — Worlds 6. Engage & Contract Killers — Don’t Spend Your Time 7. E-Zoom — Pizdatii Beat (Lowriderz Remix) [feat. PMC] 8. Paranoiac Del — Woof Woof 9. Ozma & Mellon — Sharp 10. Kexit — Faraway 11. oneBYone — Searching Complete (feat. SevenEver) 12. Hectix — Destroy 13. Ozma — Little and Late 14. Engage & Contract Killers — Junglist Tingz 15. Intelligent Manners — I’m in Love Again 16. Gvozd — Pirate Station Love (Continious DJ Mix) | Digital             |                     |
| 2017 | Pirate Station History 1. Stim Axel — Без тебя 2. D-Sabber — Weapon Sound (feat. Dada I) 3. Toper, Jurassic & 007 — Let It Show (2017 Epic Mix) 4. Ozma & Mellon — iLove (feat. Avenax) 5. Hectix — Hurt You 6. Dima Pulsar — Pirates Anthem 7. TKB — Wet Impracticable Jungle 2 8. Gancher & Ruin — Jump! (feat. Jade) 9. Paranoiac Del — Pomehi 10. Tobax — Monstro 11. Grinder — Rock On 12. TriaMer & Nagato — Mutsu 13. Kexit — Frag 14. LowRIDERz & Shiny Radio — Fuck tha Intelligent 15. Gvozd — Bigpianoroll | Digital             |                     |
| 2024 | Пиратская Станция Космос 1. DJ ART – Космический астероид 2. Irontype & Delia Laven – Весна 3. Blackman feat. Doosmurano – Громче 4. DC2 – Bubbling 5. Chillhomers – Listen To Me 6. Jey Vinand feat. Vika – Conveyor 7. Brain Wave – Night Runner 8. oneBYone – Lovin You 9. Capital Dogz feat. Badd Kitty – Freedom 10. NERV3 – Surge 11. Vecster – Wild 12. 2Whales – Future Dancefloor 13. Mistwist & Nurock – Dillingers Rice | Digital             |                     |

Dj Gvozd традиционно делает русские версии сборников (составленные из треков российских диджеев) в виде компиляций, а «зарубежные» (обычные) версии — в виде готовых миксов. Версия deluxe выходит в виде подарочного издания в формате digipak на двух CD-дисках и содержит самые мелодичные, романтические треки в стилях soulful, интелиджент и ликвид фанк, написанные диджеями за прошедший год.
Кроме того, параллельно с «Пиратскими Станциями» ежегодно выпускаются миксы жёсткой драм-н-бейс музыки Therapy Session, которые готовят к выходу каждый год разные диджеи.

## Участники
2023 «ATLANTIS»
Санкт-Петербург (Юбилейный)
дата проведения: 01.04.2023
- Gvozd
- Kexit
- Subwave b2b Traffic
- Ozma b2b Lowriderz
- Lady Waks
- Teddy Killerz
- Mizo
- Dyslexia

2020 «BACK TO THE JUNGLE»
Санкт-Петербург (Юбилейный)
дата проведения: 07.03.2020
- Gvozd
- Fox Stevenson
- Wilkinson & MC Ad-Apt
- Camo & Krooked
- Mefjus & Maksim MC
- Dub Elements
- Hallucinator

Москва (Adrenaline Stadium)
дата проведения: 31.10.2020
2019 «PHOENIX»
Санкт-Петербург (Юбилейный)
дата проведения: 08.03.2019
- Gvozd
- Maduk
- Macky Gee
- Little Big (Live)
- A.M.C
- Noisia
- Dieselboy
- Forbidden Society

Москва (Adrenaline Stadium)
дата проведения: 15.06.2019
- Gvozd
- Enei
- Koven
- Metrik
- SaSaSaS
- Noisia
- The Clamps
- The Panacea

Крым (Тарханкут)
дата проведения: 13.07.2019
- Aphrodite
- The Panacea
- Limewax
- Counterstrike
- Gvozd
- Smoky D
- Kexit

2017 «HISTORY»
Санкт-Петербург (Юбилейный)
дата проведения: 04.03.2017
- Gvozd
- Frankee
- Original Sin
- Stim Axel
- Gvozd (Megamix)
- Pendulum
- Calyx & Teebee
- Black Sun Empire
- Technical Itch

Крым (Тарханкут)
дата проведения: 22.07.2017
- Gvozd
- John B
- The Panacea
- Lady Waks
- Kexit
- Ulterior Motive
- Stim Axel

Москва (Stadium Live)
дата проведения: 21.10.2017
- Gvozd
- Sub Zero
- Fabio & Grooverider
- Gvozd (Megamix)
- Wilkinson & MC Ad-Apt
- Current Value
- Limewax

Красноярск (ТРК SAMOLЁT)
дата проведения: 28.10.2017 (отменён)

### 2016 «CIRCUS»
Санкт-Петербург (A2 Green Concert)
дата проведения: 20.02.2016 — 21.02.2016
(день 1)
Main Arena:
- Gvozd
- Feint
- Delta Heavy
- MC Coppa
- Andy C
- Misanthrop
- Gancher & Ruin

Second Arena:
- Abstract Elements
- #PRTYHARD
- Gunsta Band
- E:Beat
- Finsky
- Gvozd

(день 2)
Main Arena:
- Enei
- Joe Ford
- John B
- Sigma & MC Justyce
- Prolix
- Teddy Killerz
- The Outside Agency

Second Arena:
- DJ Traffic
- Ozma b2b Lowriderz & Smoky D
- DJ Art
- Gvozd

Москва (Stadium Live)
дата проведения: 29.10.2016
- Gvozd
- Paperclip
- Lady Waks
- Culture Shock
- Pendulum
- John B
- Pythius
- Counterstrike

Красноярск (ТРК SAMOLЁT)
дата проведения: 27.05.2017
- BDR
- MF
- Tinkertone
- Feint
- Gancher & Ruin
- Exelent & Hysteric

### 2015 «LOVE»
Санкт-Петербург (Юбилейный)
дата проведения: 14.02.2015
- Gvozd
- Optiv
- Bad Company UK
- Pendulum
- Mefjus
- Original Sin
- Gancher & Ruin

Москва (Stadium Live)
дата проведения: 17.10.2015
- Gvozd
- Rene LaVice
- Dillinja
- Smooth
- Spor & SP:MC
- Ed Rush
- Sinister Souls

Красноярск (CENTR)
дата проведения: 25.04.2015
- MF
- Tinkertone
- Gvozd
- Gunsta Band
- Bad Company UK
- Venya
- Exelent & Hysteric

### 2014 «INFERNO»
Санкт-Петербург (СКК)
дата проведения: 22.03.2014
Main Arena:
- Nu:Logic & MC Tali
- Black Sun Empire
- Andy C
- Noisia
- Forbidden Society
- Enei
- Gvozd

Teodor Hardstyle:
- Hardimpulse
- Crasherz
- Betavoice
- Modul8
- Tandem Project

Москва (Stadium Live)
дата проведения: 11.10.2014
- Gvozd
- Enei
- John B
- Mind Vortex
- Netsky & Script MC
- Metrik
- Fourward
- Evol Intent

Красноярск (Планета Красноярск)
дата проведения: 26.04.2014
- Vomi
- Tinkertone
- Gvozd
- Mind Vortex
- Zardonic
- BDR & Venya
- Exelent & Hysteric

Гродно (Alpha Centavri)
дата проведения:
- John B
- Gvozd
- Teddy Killerz
- Cooper
- OneBYone
- Christ
- Hatskip

### 2013 «REVOLUTION»
Санкт-Петербург (СКК)
дата проведения: 16.02.2013
Main Arena:
- Gvozd
- The Qemists
- Netsky
- Pendulum
- Friction
- Tantrum Desire
- Neonlight

Teodor Hardstyle Chillout:
- Contract Killers
- Crasherz
- Hardimpulse
- Revolt
- Fam

Москва (Stadium Live)
дата проведения: 19.10.2013
- Gvozd
- John B
- Fred V & Grafix & MC Wrec
- High Contrast & MC Wrec
- Matrix & Futurebound
- Dom & Roland
- Zardonic

Красноярск (Ангар)
дата проведения: 03.05.2013
- Abnormal
- MF & Lelya
- Gvozd
- Sub Zero
- Aphrodite
- Exelent

Минск (RE:Public)
дата проведения: 28.09.2013

### 2012 «APOCALYPSE»
Санкт-Петербург (СКК)
дата проведения: 11.02.2012
- Gvozd
- Blokhe4d
- Dirtyphonics
- John B
- Technical Itch
- Noisia
- Brookes Brothers

Москва (Stadium Live)
дата проведения: 27.10.2012
- Gvozd
- John B
- London Elektricity
- Camo & Krooked
- Chase & Status
- Calyx & Teebee
- Tantrum Desire
- Black Sun Empire

Красноярск (МдВЦ Сибирь)
дата проведения: 05.05.2012
- Venya b2b Incube & BDR
- Abnormal
- Tinkertone
- Gvozd
- Dillinja
- Current Value
- M.A.D.
- Hysteric

### 2011 «TEATRO»
Санкт-Петербург (СКК)
дата проведения: 29.01.2011
- Dirtyphonics
- Aphrodite
- John B
- Chase & Status
- Spor
- Current Value
- Ed Rush
- Gvozd

Москва (ЛФК ЦСКА)
дата проведения: 22.10.2011
- Dirtyphonics
- John B
- Technical Itch
- Danny Byrd
- Brookes Brothers
- Bailey
- Showtek
- Gvozd

Красноярск (МдВЦ Сибирь)
дата проведения: 28.05.2011
- Teebee
- Future Prophecies
- Gvozd
- Subwave

Новосибирск (Soccer Arena)
дата проведения: 24.09.2011
- Abnornal
- John B
- Gvozd
- Black Sun Empire
- Blokhe4d
- Idoleast
- M.A.D.

### 2010 «NETWORK»
Санкт-Петербург (СКК)
дата проведения: 30.01.2010
- Pendulum
- Andy C
- Sub Focus
- Noisia
- Goldie
- Gvozd
- Break
- Toper
- DJ Art

Москва (ЛФК ЦСКА)
дата проведения: 26.06.2010
- Subwave
- Gvozd
- Lomax
- Ed Rush
- Pendulum & MC ID
- Roni Size & Stamina MC
- Hype & MC Daddy Earl
- Black Sun Empire
- Commix

### 2009 «IMMORTAL»
Санкт-Петербург (СКК)
дата проведения: 31.01.2009
- Noisia
- Pendulum
- Sub Focus
- John B
- Hazard
- Spor
- Chase & Status
- Gvozd
- Toper & Mc Dosh

Москва (Крокус ЭКСПО)
дата проведения: 21.02.2009
- Tony (Future Prophecies)
- Aphrodite
- Grooverider
- Goldie
- Pendulum
- Dieselboy
- Spor
- John B

### 2008 «FUTURE»
Санкт-Петербург (СКК)
дата проведения: 02.02.2008
Main Arena:
- Toper & MC Dosh
- Gvozd
- Friction
- Sub Focus
- Aphrodite
- Kosheen
- TC & MC Jakes
- Dillinja
- Goldie
- Noisia
- Sigma

### 2007 «V»
Санкт-Петербург (СКК)
дата проведения: 20.01.2007
Main Arena:
- Toper & 007
- Electrosoul System
- Gvozd
- Total Science
- Grooverider
- Hype
- The Panacea
- Goldie
- Dieselboy
- Dylan

Therapy Session:
- Jurassic
- E-Beat
- Panacea
- Technical Itch
- Bes
- Devil

Afterparty (Tunnel Club):
- Dieselboy
- DJ Art
- Blasta

Afterparty (клуб Пятница):
- Dylan
- Devil
- Nike

### 2006 «IV»
Санкт-Петербург (Юбилейный)
дата проведения: 28.01.2006
Main Arena:
- Toper & 007 & MC Dosh
- Nastya & MC V
- Aphrodite
- Adam F & MC Verse
- Hype
- Gvozd & Bad Girl
- Pendulum
- Goldie
- Roni Size
- Bad Company UK
- Technical Itch

Russian Arena:
- DJ Art
- 303 Project
- Toper & 007 & MC Dosh
- DJ Took
- Paul B
- Gvozd
- Bes
- Devil

### 2005 «III»
Санкт-Петербург (Юбилейный)
дата проведения: 15.01.2005
- Gvozd
- Goldie
- Grooverider
- Fabio
- Pendulum
- MC Rage
- MC Stirlin
- Paul B
- Bes
- Toper
- 007
- MC Dosh
- Took
- Art d.jay
- T-Half
- Devil
- Zemine
- E:Beat
- Bad Girl
- Dissident
- Blasta

### 2004 «II»
Санкт-Петербург (Юбилейный)
дата проведения: 17.01.2004
- Gvozd
- Goldie
- LTJ Bukem
- MC Conrad
- Bad Company UK
- DJ Took
- DJ Groove
- Novak
- Bes
- Zemine
- Skyform
- Ruffen & Dissident
- Toper & 007

Afterparty (RED CLUB):
- Bad Company UK
- DJ Groove
- Gvozd

### 2003 «I»
Санкт-Петербург (Юбилейный)
дата проведения: 13.01.2003
- Goldie
- Aphrodite
- Technical Itch
- Gvozd
- Arkady Air
- Hobak
- Sta & Paul B
- Ruffen & Diss.ident
- Bes
- Zemine
- T-Half

## Символы
Основной и ставший уже традиционным символ Пиратской Станции — трафаретное изображение головы (черепа) в респираторе (или противогазе), и наушниках. В зависимости от тематики к основному логотипу добавляются декоративные элементы, по которым легко можно определить, символом какой именно «Пиратки» является данное изображение. Идею символа организаторы позаимствовали у популярного драм-н-бейс лейбла «Metalheadz». Его владелец, Goldie, был главным хедлайнером первого в истории этого фестиваля выступления.
Также в качестве символа использовалась фраза «Parcete Conscientiam», означающая на латыни «Берегите Сознание».

## Проблемы с законом
Большое количество публикаций в прессе и видеорепортажей по центральным каналам отражает тот факт, что участники такого рода фестивалей употребляют наркотические вещества, в основном психостимуляторы